# Mercedes-Benz Classe CLK
A Classe CLK é um Coupé ou Cabrio de 4 lugares, vocacionado para o conforto, em detrimento da performance. Este modelo CLK ainda fica acima da Classe C Sportcoupe, sendo considerado a versão de 2 portas do Classe E. O CLK é uma série anterior de médio porte ou de nível de entrada de coupés de luxo e conversíveis produzidos pela Mercedes-Benz entre 1997 e 2010. Embora a seu design e estilo foi derivado do Classe E, os suportes mecânicos eram baseado no menor Classe C, e foi posicionado entre o Mercedes-Benz Classe SLK e Classe CL.
Em 2010, a Mercedes mudou a designação Classe CLK para o Classe E, como havia sido chamado anteriormente.

## Galeria
- Primeira geração (1997-2003)
- Segunda geração (2003-2010)
- Terceira geração (2010-2017)